# Глебичево
Глебичево (рос. Глебычево) — селище у Виборзькому районі Ленінградської області Російської Федерації.
Населення становить 3337 осіб. Належить до муніципального утворення Приморське міське поселення.

## Географія
Населений пункт розташований на півдні Виборзького району.

## Історія
До 1917 року населений пункт перебував у складі Виборзької губернії Великого князівства Фінляндського. З 1918 по 1940 та в роки Другої світової війни між 1941 та 1944 роками у складі незалежної Фінляндії. Відтак — у складі Ленінградської області.

## Населення
| 2002 | 2007  | 2010  | 2017  |
| ---- | ----- | ----- | ----- |
| 3259 | ↗3435 | ↗3542 | ↘3337 |